# Романови
Дім Рома́нових (рос. Романовы) — московський боярський рід, не князівського походження, який завдяки спорідненню з передостанніми московськими монархами з роду Калитовичів (молодша гілка роду Юрійовичів) стали правителями в Московському царстві та Російській імперії в 1613—1730 роках. Чоловіча лінія династії перервалась у 1730 році зі смертю Петра II. З імператора Петра III (при народженні Карл Петер Ульріх), сина герцога Гольштейну Карла Фрідріха Гольштейн-Готторпського та дочки Петра I Анни, починається династія Гольштейн-Готторп-Романових. Крім цього в 1762-1796 російською імператрицею була Катерина II, яка походила з Ангальт-Цербстського дому і захопила владу в результаті палацового перевороту відсторонивши свого чоловіка Петра ІІІ. У 1740—1741 роках імператором був Іван VI Антонович із гілки Брауншвейг-Мекленбург-Романових, що походили по жіночій лінії від брата Петра І царя Івана V. Катерина I (уроджена Марта Скавронська або Василевська) зійшла на трон, як вдова Петра І, всупереч традиції та за підтримки частини аристократії, що завдячувала Петру своїм піднесенням.
Першим відомим представником роду був боярин московського князя Семена Гордого Андрій Кобила, який жив у XIV столітті та згідно із пізнійшою родовідною легендою походив з Пруссії. Існує декілька версій про походження Романових. Одна з них про місцеве, московське походження, інша про походження від прусських князів виникла у XVII столітті під впливом поширеної серед московського боярства моди на іноземні родоводи.
Першим представником роду який отримав патрономічне прізвище Романов був Федір Микитович Романов, він же патріарх Московський Філарет (1554—1633), якого так назвали взявши за основу ім'я його діда Романа. До нього ця лінія нащадків Андрія Кобили називались також Кошкіними та Захар'їними.
Першим Московським царем з династії став Михайло Романов у 1613 роках. Обранню на престол представника саме цього роду, як і у випадку з Годуновими, сприяла тогочасна впливовість Романових, той факт, що його батько був очільником московської церкви та спорідненість по жіночій лінії із згаслою царською гілкою московських Калитовичів (молодша гілка Рюриковичів). Зокрема батько Михайла Романова патріарх Філарет (Федір Романов) був племінником першої дружини Івана Грозного цариці Анастасії Романівни та двоюрідним братом царя Федора І Івановича, останнього з московських Калитовичів. Подібна спорідненість із згаслою царською родиною, нехай і по жіночій лінії, в очах тогочасного московського суспільства слугувала не меншим аргументом для претензій на престол, ніж походження з не царських відгалужень Рюриковичів.
У 1721 році Петро I коронувався першим імператором Всеросійським.
Останнім Всеросійським імператором був Микола II, який зрікся престолу у 1917 році.
Слід зазначити, що у Російській імперії у членів правлячого імператорського дому офіційно взагалі не було прізвища, а лише титул, ім'я та по батькові. В імперський час назву Романових носив імператорський дім, а їхнім офіційним прізвищем було Гольштейн-Готторп-Романови, яке вживали в історичній чи генеалогічній літературі. Після повалення монархії у XX столітті більшість нащадків роду на імміграції обрали офіційне прізвище Романови.
Традиційними усипальнями Романових після сходження династії на престол були Архангельський собор Московського Кремля та для імперського часу для
Гольшетйн-Готторп-Романови Петропавлівський собор у Санкт-Петербурзі.

## Титул
Найповніший титул за всю історію царювання династії:

Імператор і Самодержець Всеросийський, Московський, Київський, Володимирський, Новгородський; Цар Казанський, Цар Астраханський, Цар Польський, Цар Сибірський, Цар Херсонеса Таврійського, Цар Грузинський; Государ Псковський і Великий князь Смоленський, Литовський, Волинський, Подільський і Фінляндський; Князь Естляндський, Ліфляндський, Курляндський і Семигальський, Самогитський, Білостокський, Корельський, Тверський, Югорський, Пермський, Вятський, Болгарський та інших; Государ і Великий князь Новгорода низовські землі, Черніговський, Рязанський, Полотський, Ростовський, Ярославський, Білозерський, Удорський, Обдорський, Кондийський, Вітебський, Мстиславський і всієї сіверської країни Повелитель; і Государ Іверський, Карталінський і Кабардинський землі й області Вірменської; Черкаських і Горськихъ князів і інших спадковий Государ і володар; Государ Туркестанський; спадкоємець Норвезький, Герцог Шлезвиг-Голстинський, Стормарнський, Дитмарсенський і Ольденбургський і інше, і інше, і інше.
Оригінальний текст (рос.)
[
Императоръ и Самодержецъ Всероссійскій, Московскій, Кіевскій, Владимірскій, Новгородскій; Царь Казанскій, Царь Астраханскій, Царь Польскій, Царь Сибирскій, Царь Херсониса Таврическаго, Царь Грузинскій; Государ Псковскій и Великій Князь Смоленскій, Литовскій, Волынскій, Подольскій и Финляндскій; Князь Эстляндскій, Лифляндскій, Курляндскій и Семигальскій, Самогитскій, Бѣлостокскій, Корельскій, Тверскій, Югорскій, Пермскій, Вятскій, Болгарскій и иныхъ; Государ и Великій Князь Новагорода низовскія земли, Черниговскій, Рязанскій, Полотскій, Ростовскій, Ярославскій, Бѣлозерскій, Удорскій, Обдорскій, Кондійскій, Витебскій, Мстиславскій и всея сѣверныя страны Повелитель; и Государ Иверскія, Карталинскія и Кабардинскія земли и области Арменскія; Черкасскихъ и Горскихъ Князей и иныхъ Наслѣдный Государ и Обладатель; Государь Туркестанскій; Наслѣдникъ Норвежскій, Герцогъ Шлезвигъ-Голстинскій, Стормарнскій, Дитмарсенскій и Ольденбургскій и прочая, и прочая, и прочая.] Помилка: [undefined] Помилка: {{Lang}}: немає тексту (допомога): текст вже має курсивний шрифт (допомога)

## Опис
Романови правили у Московській державі як великі князі і царі в 1613—1721 роках. З 1721 року їх титул змінений на імператорів всеросійських. На монаршому престолі ця династія протрималась до 5 січня 1762 року. Рід перервався після смерті Єлизавети Петрівни. З 5 січня 1762 року імператорський престол посіла династія Гольштейн-Готторп-Романових, яка правила у Російській імперії до 1917 року.
Романови та Гольштейн-Готторп-Романови є родичами 24 російських дворянських родин. Перший їх згадуваний в історії предок звався Андрій Іванович Кобила (Камбила) — московський боярин, що жив у час князювання Великого князя московського Івана І Калити (1328—1341). Своє родове прізвище Романови успадкували від боярина Романа Юрьєва (пом. 1543), чия дочка Анастасія Романовна Захарьїна-Юрьєва була першою дружиною Івана IV Грозного.
Іван IV Грозний одружився з Анастасією Романовою; небіж останньої — Федір Микитович Романов за часів невизнання московської церкви вселенським патріархатом став московським патріархом (під ім'ям Філарета). Після загасання молодшої гілки роду Рюриковичів, суздальсько-московської династії Юрійовичів (1598), що правила в Московії, і внутрішніх заворушень («Смути») 1613 року царем обрано сина патріарха Філарета Михайла Федоровича Романова (1613—1645). Його нащадками на московському престолі були:
- син його — Олексій Михайлович (1645—1676)
- онуки — Федір Олексійович (1676—1682), Іван V Олексійович (1682—1696) і Петро І Олексійович (1682—1725)
- Катерина І (друга дружина Петра І; 1725—1727)
- онук Петра І — Петро II Олексійович (1727—1730, з яким вимерла династія Романових по чоловічій лінії роду)
- Анна Іванівна (дочка Івана V; 1730—1740)
- правнук Івана V — Іван VI Антонович (1740—1741)
- Єлисавета Петрівна (дочка Петра І; 1741—1761).

Династія Гольштейн-Готторп-Романовська — генеалогічно по чоловічій лінії молодша гілка північно-німецької Ольденбурзької династії, Петро III Федорович (син дочки Петра І Анни й герцоґа Гольштайнського Карла Фрідріха; 1761—1762), Катерина II, (дружина Петра III, уроджена принцеса Ангальт-Цербтська; 1762—1796), їхній син Павло І (1796—1801), сини Павла І — Олександр І (1801—1825) й Микола І (1825—1855), син останнього — Олександр II (1855—1881), його син — Олександр III (1881—1894) і син Олександра III — Микола II (1894—1917). Багато з членів дому Романових народились за кордоном (головним чином у Німеччині або Данії), виховувались за кордоном, виїжджали в Західну Європу на відпочинок та лікування. Багато з них, особливо чоловіки, що посідали російський трон, розмовляли російською з помітним акцентом, основною мовою спілкування в імператорській родині була німецька. Останній російський монарх Микола ІІ проводив свої дитячі роки в домі своєї бабки — англійської королеви Вікторії.
Офіційно в сучасних європейських родослівних рід Романових зветься Ґольштейн-Готторп-Романовський, або Ольденбург-Романови. Багатьох членів роду Романових та Гольштейн-Готторп-Романових у Росії більшовики знищили у 1918—1919 pp.
Існують маргінальні теорії та публікації, які стверджують, що прямі нащадки Миколи ІІ збереглися, але останні генетичні дослідження доводять, що принц Олексій і велика княгиня Марія були вбиті більшовиками у 1917 році.

## Юридичний аспект
Нащадки Гольштейн-Готторп-Романових згуртувалися в «Об'єднання членів роду Романових» (рос. Объединение членов рода Романовых) — організацію, що нині об'єднує більшість представників роду Романових у світі, юридично зареєстровану в 1979 році у Швейцарії. Але династія Дому Романових російської монархії не має для дворянської честі за принципом майорату (по чоловічій лінії генеалогії) представників династії Калитовичів (молодше відгалудження роду Рюриковичів для юридичного права володіння землями династії Рюриковичів на теренах що входили до складу Речі Посполитої: Білорусь (Біла Русь), Україна (Червона Русь, Русь). Всю історію окупації Росією (Московією) цих теренів Росія і Романови та Гльштейн-Готторп-Романови методично репресували представників династії Рюриковичів серед інших народів, як законних конкурентів їх не легітимної влади в умовах палацових переворотів (див. Жижемські, Разбор шляхти, Курбський Андрій Михайлович, Опричнина тощо). Вони також приділяли увагу конкурентам своїй владі в Московії серед представників Казанського, а особливо Астраханського ханства (вивідування документів доби «Пугачевського повстання» з метою знищення), бувши Московським улусом Золотої Орди та плативши данину правонаступникам Золотої Орди Кримському ханству до XVII століття. Що викликало невдоволення у німкені Катерини II на імператорськім Престолі та організацію державного замовлення з метою шахрайства в російській освіті та науці: переписування історії.
На сучасний момент, усе на що можуть претендувати Романови — це на Калінінградську область Російської Федерації колишньої Пруссії. Але право на законне зайняття такого Престолу (при умові зміни державного устрою Російської Федерації) має нині тільки Принц Георг Фрідріх Гогенцоллерн 1976 р. нар. відповідно jus majestatis. А згідно з Законом про Престолонаслідування імператора Миколи II — Романови навіть не мають права претендувати на Престол Росії; і Закон про Престолонаслідування імператора Миколи II юридично діє, і зараз його ніхто не може змінити чи скасувати, бо не володіють jus gladii, чим володів останній імператор Росії Микола II. Згідно з Законом про Престолонаслідування імператора Олександра III заборонено займати Престол Росії особам жіночої статі, та особам народженим від морганатичних шлюбів (нерівнородних), та від шлюбів укладених з особами не православної конфесії. Павло I мав 1/16 частину крові від роду Романових, а Микола II практично не мав такої ані краплі.
Деякі морганатичні нащадки династії Романових і офіційно представлені як Шлезвіг-Ґольштейн-Ґотторп-Романови не є легітимними для права голосу у даних питаннях, бо є нащадками від незаконних шлюбів. Згідно з міжнародним правом монархічні країни світу проігнорували нелегітимний акт (самозванство) самопроголошення самого себе «Російським Імператором Кирилом I» у 1924 р. представника Дому Романових князя Кирила Володимировича 1876—1938 рр. життя (не російського громадянина, що важливо для правового поля Російської Федерації при оцінці прав його нащадків). Представники Дому Романових фігуруючи в публічному житті на офіційних аудієнціях в світі не мають титулування «спадкоємці Престолу Росії», і не визнаються такими, оскільки діючими є світові монарші принципи визначені на Віденському Конгресі 1814—1815 років. Російські історики на замовлення зазначеного князя Кирила вдавалися до традиційного російського шарлатанства: переписування історії, з метою неправомірної легітимізації своїх прав. Нинішні голови «Дому Романових» (Марія Володимирівна Гогенцоллерн та Дмитро Романович Романов) не належать ні до суверенних, ні до медіатизованих Монарших Домів, хоча мали аудієнції з високопосадовцями Росії з Президентом Росії включно і умовно визнані в середовищі монархів світу. Звичайні громадяни мають амбіції стати династами. Існує також правова колізія після секуляризації: Російська Православна Церква не має права проведення легітимних актів коронації, Московська Патріархія не є державним суб'єктом, а отже не є частиною суверенного суб'єкта активного чи пасивного законодавства у міжнародному праві — відсутній необхідний «союз Трону та Олтаря».
Жодного легітимного претендента в світі не існує для реставрації російського Престолу Російської імперії в межах кордонів лютого місяця 1917 року. Проте, такий претендент може з'явиться при виконанні деяких умов. Згідно з Основними Законами Російської імперії, у випадку переривання усіх легітимних чоловічих ліній династії, престол переходить до нащадків жіночих ліній в порядку старшинства, при умові, що усі нащадки по жіночій лінії безперервно вступали у равнородні шлюби. Ця умова виконана для деяких доньок Миколи I, Олександра II та Олександра III, які вступили у шлюб з представниками нині існуючих європейських династій, і нащадки яких відповідно також безперервно вступали в законні (рівнородні) шлюби. Один з представників цих бокових жіночих гілок може стати легітимним претендентом на російський престол за виконанням двох умов: прийняття православ'я та офіційного зречення від усіх прав на престол своєї власної країни. Генеалогічне ім'я династії Романових у такому випадку знов має трансформуватися (наприклад, у Гольштейн-Готторп-Вюртемберг-Романовську чи династію Гольштейн-Готторп-Романових-Віндзорів). У тому випадку, якщо ці умови (зречення від прав на власний престол та прийняття православ'я), будуть одночасно виконані декількома потенційними претендентами, права на російський престол між ними та їхніми нащадками будуть передаватися за принципом старшородності (нащадки Олександра III, потім нащадки Олександра II тощо). На сьогодні жоден с потенційних претендентів на російський престол серед європейських династій, що наслідують Романовим за жіночими лініями не заявляв про бажання виконати дані умови.
Юридичний аспект важливий ще й тим, що представники династії Романових володіють спадковим правом на нерухомість у країнах під юрисдикцією Європейського Союзу, що визнає повернення відторгненої нерухомості.

## Цікаві факти
- Починаючи з імператриці Анни Іоанівни всі монархи зазначеної династії мали офіційних дружин або чоловіків німців, або ж самі мали німецьке походження[22]. Винятком із правила була імператриця Єлизавета Петрівна, яка не перебувала в офіційному шлюбі, але за переказом[ru] була таємно повінчана з Олексієм Розумовським, українським козаком за походженням.
- Тема реставрації російської монархії привертає велику увагу суспільства Російської Федерації[23][24]. Так станом на 2013 рік 28 % опитаних росіян не проти монархічного правління, разом з тим лише 6 % за те, що б монархом став представник династії Романових[25].
- У 2011 році самопроголошена Придністровська Молдавська Республіка надала особливий статус Російському імператорському дому Романових у ПМР[26].
- Представники династії Романових з 2009 р. вимагають від уряду Росії надати особливий статус Романовим у Російській Федерації з резиденцією в Криму або в Санкт-Петербурзі[27]. Але представниками Дому Романових визнані є нащадки Миколи I на чолі з обраним внутрішньосімейно 16 вересня 2014 р. Дмитром Романовичем Романовим[28][29][30], а не Кириловичі на чолі з Марією Володимирівною, через що серед сучасних представників Дому Романових існує конфлікт, що дискредитує Росію[27]. До того ж достеменно відомо, що батько Марії Володимирівни представниці Кириловичів серед династії Романових Володимир Кирилович закликав воювати проти Росії 26 червня 1941 року та був соратником Адольфа Гітлера[31]. А дід, зазначеної Марії Володимирівни, Кирило Володимирович (двоюрідний брат Миколи II) належав до масонської ложі традиційно для Романових[32], з 1 березня 1917 року носив червоний бант комуністів-революціонерів на своєму особистому мундирі[33][34][35][36][37] й підтримував більшовиків, отримав від них інформацію, завдяки якій встиг перевести власні капітали за кордон й втекти з Росії через Фінляндію, належав до думсько-офіцерської змови проти Миколи II й брав участь у підготовці проекту маніфесту 3 березня 1917 р. зречення від влади імператора з метою вручення Миколі II на догоджання Комінтерну[33]. Й авантюристично в 1924 році в еміграції сам себе проголосив «Імператором Всеросійським Кирилом I». Він перший, хто з членів Імператорського Дому порушив присягу цареві і заявив, що він особисто та довірена йому військова частина перейшли на бік Державної думи під час «Лютневої революції» 1917 року й що його тішить розвал Російської імперії з її державним переворотом 1917 року[33].
- Конституція Великого Князівства Фінлядського, що була дарована Романовими після поневолення Фінляндії фактично діяла до 1997 року, коли була замінена під тиском Європейського Союзу. Раніше були вилучені лише положення про приналежність Фінляндії до Російської імперії та пункти, що стосувалися форми правління. В цілому документ залишався майже незмінним (наприклад, Православна церков що складає у Фінляндії абсолютну меншість офіційно залишалася «державною» та мала право на збір власного податку більш ніж півстоліття після зречення Миколи II).